# Дебель, Сезар-Александр
Сезар-Александр Дебель (фр. César-Alexandre Debelle; 1770—1826) — французский военный деятель, бригадный генерал (1805 год), барон (1808 год), участник революционных и наполеоновских войн.

## Биография
Начал военную службу 1 июля 1787 года канониром в 6-м полку пешей артиллерии. 1 октября 1789 года был переведён в 1-й конно-егерский полк. 15 марта 1791 года произведён в бригадиры.
15 сентября 1792 года в звании младшего лейтенанта перешёл в 12-й драгунский полк. 21 марта 1797 года произведён в полковники, и назначен командиром 11-го драгунского полка. Отличился в сражениях при Альтенкирхене и Зальцбурге. Прославился храбростью в сражении при Нови, где упорно оборонял плато, доминирующее над городом, за что был отмечен генералом Моро.
1 февраля 1805 года произведён в бригадные генералы. 2 марта получил назначение в 7-й военный округ. 7 июня возглавил карабинерскую бригаду в новой дивизии тяжёлой кавалерии Нансути, однако уже 18 июля вновь переведён на административную работу в 28-й военный округ. 11 сентября получил под своё командование 1-ю бригаду дивизии лёгкой кавалерии генерала Эспаня в Итальянской армии. С 1 февраля 1806 года командовал драгунской бригадой в дивизии генерала Мерме Армии Неаполя.
30 октября 1806 года был отозван в расположение Великой Армии и 7 марта 1807 года возглавил бригаду лёгкой кавалерии 5-го армейского корпуса. Через десять дней, 17 марта, стал командиром 2-й бригады 3-й драгунской дивизии. В 1808 году переброшен на Пиренейский полуостров и в декабре 1808 года получил под команду кавалерийскую бригаду 2-го корпуса Армии Испании.
2 августа 1809 года вернулся во Францию. 5 сентября 1810 года по неизвестным причинам был отставлен от службы и 15 марта 1812 года вышел в отставку. Не принимал никакого участия в событиях 1814 года, но бурно приветствовал отречение Императора.
Узнав о возвращении Наполеона, 7 марта 1815 года он прибывает в Гренобль, и предлагает свои услуги генералу Маршану, который отказывается от них, так как Дебель не состоял на активной службе. 9 марта получил приказ генерала Бертрана от имени Императора взять командование в департаменте Дром. Узнав, что роялистские войска герцога Ангулемского направились на Монтелимар, он собрал 600 солдат Национальной гвардии, двинулся им навстречу и обратил в бегство в бою 2 апреля на мосту Лориоль, причём сам получил штыковую рану от собственного солдата, заподозрившего его в измене. 18 мая назначен командующим департамента Монблан.
После второй Реставрации сдался 24 июля 1815 года в плен в Гренобле, был доставлен в Париж, где 24 марта 1816 года был приговорён Военным судом к смертной казни. Однако король Людовик XVIII заменил казнь десятилетним заключением в крепости Безансона.
16 июля 1817 года по просьбе герцога Ангулемского был помилован и восстановлен в звании. 15 октября 1817 года окончательно вышел в отставку.

## Воинские звания
- Младший лейтенант (15 сентября 1792 года);
- Лейтенант (10 марта 1793 года);
- Капитан (5 октября 1796 года);
- Командир эскадрона (17 февраля 1797 года);
- Полковник (21 марта 1797 года);
- Бригадный генерал (1 февраля 1805 года).

## Титулы

- Барон Ля Гаштьер и Империи (фр. baron La Gachetière et de l'Empire; декрет от 19 марта 1808 года, патент подтверждён 5 октября 1808 года в Эрфурте)[1].

## Награды
Легионер ордена Почётного легиона (11 декабря 1803 года)
 Офицер ордена Почётного легиона (14 июня 1804 года)
 Коммандан ордена Почётного легиона (11 июля 1807 года)